# Håkan Carlqvist
Håkan Carlqvist (Järfälla, 15 gennaio 1954 – Stoccolma, 7 luglio 2017) è stato un pilota motociclistico svedese.

## Carriera
Dopo essersi dedicato inizialmente all'hockey su ghiaccio, Carlqvist iniziò a correre nel motocross nel 1971. Nel 1974 esordì a livello internazionale.
Ha vinto per due volte il titolo mondiale di motocross: nel 1979 su Husqvarna nella classe 250, nel 1983 su Yamaha nella classe 500. A questi si aggiungono due terzi posti, nel 1980 e nel 1981 su Yamaha, in classe 500.
Nel 1984 un infortunio impedì a Carlqvist di lottare nuovamente per il titolo. Ha corso per la Yamaha fino alla fine del 1986 per poi passare a una Kawasaki KX500 privata, con la quale ha disputato le stagioni 1987 e 1988. La sua ultima vittoria mondiale risale al Gran Premio del Belgio di Namur nel 1988. In quell'occasione Carlqvist sbalordì gli spettatori fermandosi prima della fine della seconda manche per bere una birra, mentre conduceva la gara con un vantaggio di circa 50 secondi. Dopo essere ripartito Carlqvist si aggiudicò la gara.
Si è ritirato dalle competizioni nel 1988 ed è morto nel 2017 in seguito a un'emorragia cerebrale.